# Abraham Harkavy

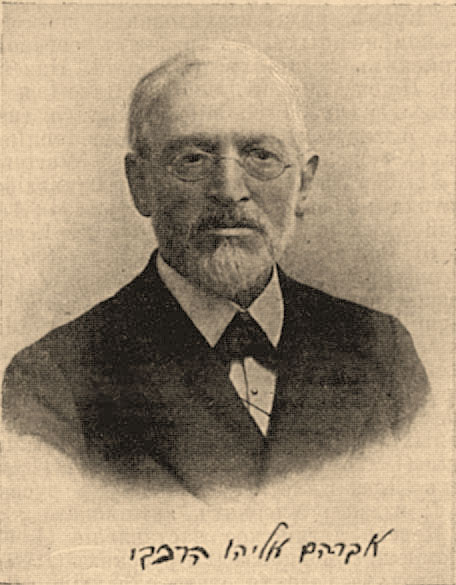
Abraham Harkavy (vor 1906)

Abraham Harkavy (Avraam / Albert Yakovlevich Harkavy, Avraham Eliyahu ben Yaakov Harkavy, russisch Авраа́м Я́ковлевич Гарка́ви; geboren 27. Oktober 1835 in Nowogrudok, Russisches Kaiserreich; gestorben 15. März 1919 in Petrograd) war ein russisch-jüdischer Historiker und Orientalist.

## Leben
Abraham Harkavy wurde an der Jeschiwa von Waloschyn und am Rabbinerseminar in Wilna ausgebildet. Er studierte Orientalische Sprachen, Ägyptologie und Assyriologie in Sankt Petersburg, Berlin und Paris. Er forschte unter anderem über Gaonat, Karäer und aschkenasische Juden in Russland.
Er war lange Jahre Bibliothekar der Kaiserlichen öffentlichen Bibliothek in St. Petersburg, was in Anbetracht des damaligen judenfeindlichen Klimas im zaristischen Russland als außergewöhnlicher gesellschaftlicher Erfolg galt.